# Tatiana Bonetti
Tatiana Bonetti (Vigevano, 15 dicembre 1991) è una calciatrice italiana, attaccante della Ternana.

## Carriera

### Club
Dopo aver militato nella Riozzese, con la quale debutta in Serie A, al termine della stagione 2008-2009 dove non riesce ad evitare la retrocessione decide di lasciare la società di Cerro al Lambro.
Nell'estate 2009 accetta la proposta del Graphistudio Tavagnacco per vestire la maglia gialloblu della società dell'omonimo centro della provincia di Udine. Alla sua prima stagione contribuisce a far raggiungere alle friulane il secondo posto in classifica in Serie A e la finale di Coppa Italia, superata in entrambi i casi dalla Torres. Nelle successive quattro stagioni centra per due volte l'obbiettivo della Coppa, al termine delle stagioni 2012-2013 e 2013-2014, e nuovamente il secondo posto in campionato, in quella 2012-2013, perdendo inoltre gli scontri diretti per la Supercoppa, sempre con la Torres, nel 2011 e 2013.
Ha inoltre l'opportunità di debuttare in un torneo internazionale per club, nella partita del 29 settembre 2011 vinta per 2-1 in casa sulle svedesi del Rosengård e valida per i Sedicesimi di finale dell'edizione 2011-2012 della UEFA Women's Champions League. In tutto saranno quattro le presenze internazionali con la maglia del Tavagnacco, oltre a quella, il ritorno a Malmö, e le partite di andata e ritorno dei sedicesimi dell'edizione 2013-2014, eliminata dalle danesi del Fortuna Hjørring.
Al termine della stagione 2009-2010 lascia la società con un tabellino personale di 56 reti segnate su 109 incontri di campionato.

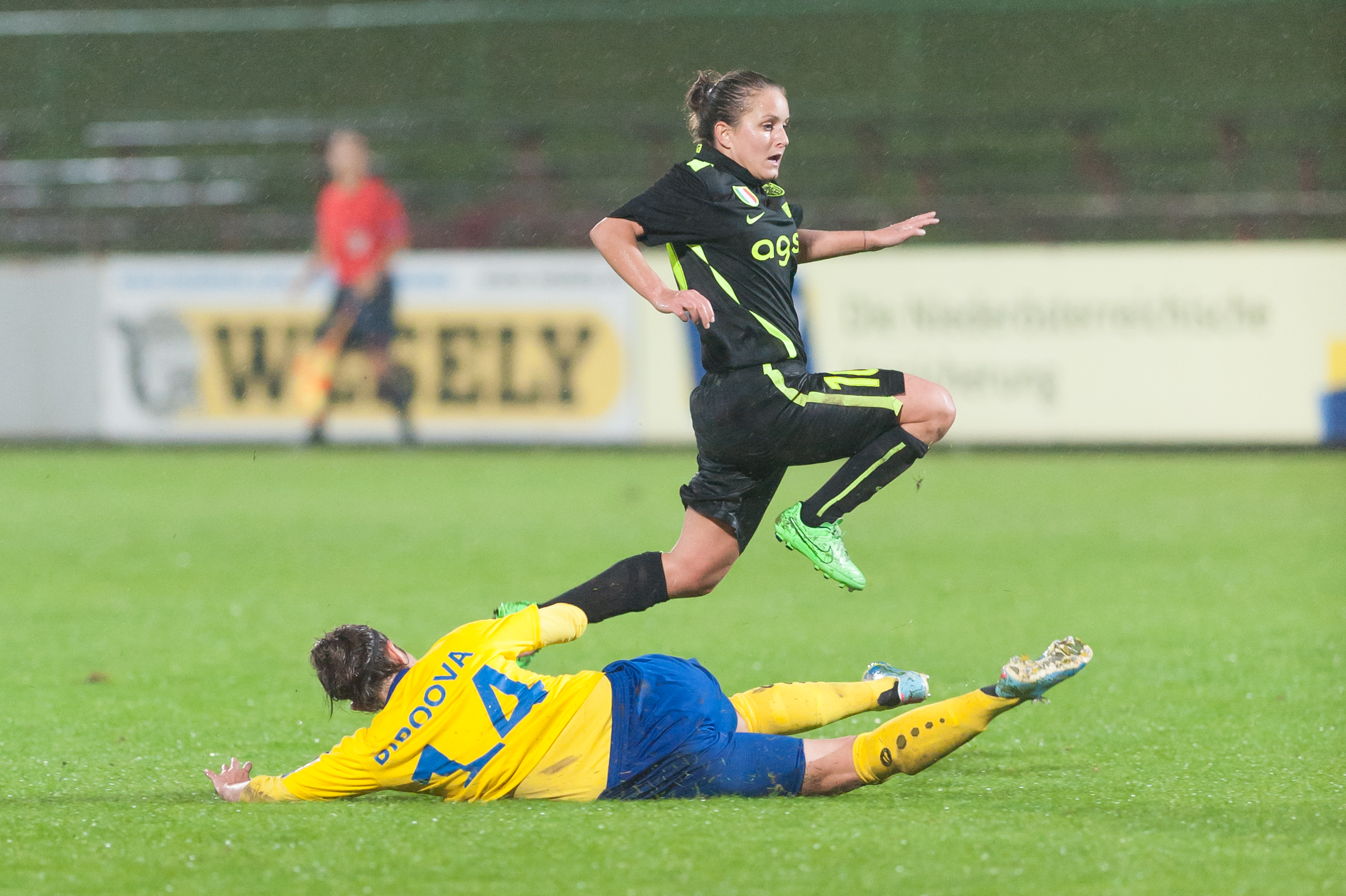
Bonetti nel 2015 con la maglia dell'.

Nell'estate 2014 sottoscrive un contratto con l'AGSM Verona intenzionata a rafforzare il suo organico per puntare a posizioni di vertice nella stagione entrante la 2014-2015. Alla sua prima stagione con la maglia gialloblu, viene impiegata in tutte le 26 partite di campionato e, grazie alle 18 reti siglate, contribuisce alla conquista del suo primo scudetto personale e il quinto titolo di Campione d'Italia per la società, con la squadra in grado di mantenere la prima posizione dalla 16ª giornata, mentre in Coppa Italia raggiunge i quarti di finale venendo eliminata dal Mozzanica. La successiva stagione si rivela più amara nei risultati, aperta con la sconfitta in Supercoppa ai tiri di rigore dopo che i tempi regolamentari erano terminati a reti inviolate, e dove Bonetti, seconda rigorista in sequenza, non mette a segno. In campionato condivide le prime posizioni con Brescia e Mozzanica, rimanendo al primo posto fino alla 7ª giornata, trovando nella Fiorentina la prima determinante sconfitta che ne complica l'andamento nella seconda parte. Con 26 marcature in campionato è la migliore realizzatrice della squadra davanti a Silvia Fuselli (21 reti), mentre deve cedere il titolo di capocannoniere a Valentina Giacinti che con le sue 32 reti è tre le maggiore artefici delle prestazioni del Mozzanica. In Coppa Italia raggiunge la finale, con Bonetti già autrice della rete che al 72' fissa sul 4-0 il risultato che elimina il Valpolicella, e che il 12 giugno 2016 affronta il Brescia detentore del titolo. Bonetti apre le marcature al 6' ma prima Barbara Bonansea al 27' e poi Elisa Mele al 40' rovesciano il risultato aggiudicandosi nuovamente la Coppa. Il mister Renato Longega la impiega inoltre in tutte le 4 partite di Champions League, dove va a segno portando sul parziale di 2-0 il primo impegno in trasferta con le austriache del St. Pölten, incontro poi vinto dalle italiane per 5-4, superando i sedicesimi di finale ma venendo eliminate agli ottavi dal Rosengård, squadra che già aveva affrontato quando era al Tavagnacco.
Durante il calciomercato estivo 2016 decide di trasferirsi alla Fiorentina, al suo secondo anno di Serie A dopo la sua istituzione come sezione femminile dell'omonimo club maschile, per indossare la maglia viola dalla stagione entrante. Questa si rivelerà la più significativa della sua carriera, festeggiando con le compagne il primo posto in Serie A, con la conquista del primo Scudetto femminile per la società, conservato in tutto l'arco del campionato, frutto di 21 vittorie e una sola sconfitta, e della Coppa Italia, battendo in finale per 1-0 le detentrici del trofeo del Brescia. Con 21 marcature in campionato è la migliore realizzatrice della squadra davanti a Ilaria Mauro (16 reti), mentre deve cedere il titolo di capocannoniere alla scozzese Lana Clelland che sigla 23 reti per il Tavagnacco.
Dopo aver iniziato la stagione 2020-2021 con la Fiorentina pur con le voci di mercato che la accasavano all'Atlético Madrid, il trasferimento si ufficializza durante la sessione invernale di calciomercato, raggiungendo la sua compagna in viola Alia Guagni. Debutta nel suo primo campionato estero in carriera il 24 gennaio, alla 16ª giornata di Primera División, inserita in rosa da titolare dal tecnico José Luis Sánchez nell'incontro vinto per 3-0 sulle avversarie del Siviglia. Rimane legata alla società spagnola fino al termine della stagione, venendo impiegata in campionato complessivamente in 9 occasioni senza riuscire a siglare alcuna rete.
Il 30 luglio 2021, viene ingaggiata a titolo definitivo dall'Inter, di nuovo in Serie A. A seguito di tre stagioni in maglia nerazzurra, durante le quali colleziona complessivamente 52 presenze e 16 reti, lascia il club al termine dell'annata 2023-2024, alla scadenza naturale del proprio contratto.
Il 2 luglio 2024, si accasa a parametro zero alla Ternana, in Serie B.

### Nazionale
Nell'estate 2008 il selezionatore delle nazionali giovanili dell'Italia Corrado Corradini la inserisce in rosa nella formazione Under-19 che partecipa alla fase finale degli Europei di categoria di Francia 2008. Impiegata in tutti gli incontri disputati, segna la rete con cui al 90' le Azzurrine si impongono sulle avversarie della Norvegia nella prima partita del torneo, squadra che incontra anche nella finale del 19 luglio 2008 giocata nello Stade Vallée du Cher di Tours. Anche in quest'ultimo incontro l'Italia supera la Norvegia grazie al calcio di rigore assegnato alle Azzurrine e realizzato al 71' da Alice Parisi, condividendo con le compagne la conquista della coppa al termine del torneo..
Nel novembre 2015 è scesa in campo da titolare nella seconda amichevole giocata dalla nazionale maggiore il 6 dicembre 2015 a Qujing contro la Nazionale cinese e persa per 2-0.

## Statistiche

### Presenze e reti nei club
Statistiche aggiornate al 18 maggio 2025.
| Stagione           | Squadra            | Campionato         | Campionato | Campionato | Coppe nazionali | Coppe nazionali | Coppe nazionali | Coppe continentali | Coppe continentali | Coppe continentali | Altre competizioni | Altre competizioni | Altre competizioni | Totale | Totale |
| Stagione           | Squadra            | Comp               | Pres       | Reti       | Comp            | Pres            | Reti            | Comp               | Pres               | Reti               | Comp               | Pres               | Reti               | Pres   | Reti   |
| ------------------ | ------------------ | ------------------ | ---------- | ---------- | --------------- | --------------- | --------------- | ------------------ | ------------------ | ------------------ | ------------------ | ------------------ | ------------------ | ------ | ------ |
| 2007-2008          | Riozzese           | A                  | 18         | 6          | CI              | -               | -               | -                  | -                  | -                  | -                  | -                  | -                  | 18     | 6      |
| 2008-2009          | Riozzese           | A                  | 22         | 10         | CI              | -               | -               | -                  | -                  | -                  | -                  | -                  | -                  | 22     | 10     |
| Totale Riozzese    | Totale Riozzese    | Totale Riozzese    | 40         | 16         |                 | -               | -               |                    | -                  | -                  |                    | -                  | -                  | -      | -      |
| 2009-2010          | Tavagnacco         | A                  | 21         | 5          | CI              | -               | -               | -                  | -                  | -                  | -                  | -                  | -                  | -      | -      |
| 2010-2011          | Tavagnacco         | A                  | 25         | 18         | CI              | -               | -               | -                  | -                  | -                  | -                  | -                  | -                  | -      | -      |
| 2011-2012          | Tavagnacco         | A                  | 26         | 11         | CI              | -               | -               | UWCL               | 2                  | 0                  | SI                 | 1                  | 0                  | -      | -      |
| 2012-2013          | Tavagnacco         | A                  | 8          | 4          | CI              | -               | -               | -                  | -                  | -                  | -                  | -                  | -                  | -      | -      |
| 2013-2014          | Tavagnacco         | A                  | 29         | 18         | CI              | 4               | 2               | UWCL               | 2                  | 0                  | SI                 | 1                  | 0                  | 36     | 20     |
| Totale Tavagnacco  | Totale Tavagnacco  | Totale Tavagnacco  | 109        | 56         |                 | 4               | 2               |                    | 4                  | 0                  |                    | 2                  | 0                  | -      | -      |
| 2014-2015          | AGSM Verona        | A                  | 26         | 18         | CI              | 3               | 1               | -                  | -                  | -                  | -                  | -                  | -                  | -      | -      |
| 2015-2016          | AGSM Verona        | A                  | 20         | 26         | CI              | 3               | 2               | UWCL               | 4                  | 1                  | SI                 | 1                  | 0                  | 11     | 13     |
| Totale AGSM Verona | Totale AGSM Verona | Totale AGSM Verona | 46         | 44         |                 | 6               | 3               |                    | 4                  | 1                  |                    | 1                  | 0                  | 57     | 48     |
| 2016-2017          | Fiorentina         | A                  | 22         | 21         | CI              | 6               | 11              | -                  | -                  | -                  | -                  | -                  | -                  | 28     | 32     |
| 2017-2018          | Fiorentina         | A                  | 21         | 10         | CI              | 4               | 5               | UWCL               | 3                  | 0                  | SI                 | 1                  | 0                  | 29     | 15     |
| 2018-2019          | Fiorentina         | A                  | 20         | 11         | CI              | 5               | 6               | UWCL               | 4                  | 0                  | SI                 | 1                  | 0                  | 30     | 17     |
| 2019-2020          | Fiorentina         | A                  | 14         | 12         | CI              | 2               | 2               | UWCL               | 1                  | 0                  | SI                 | 1                  | 0                  | 18     | 14     |
| 2020-2021          | Fiorentina         | A                  | 7          | 2          | CI              | 2               | 2               | UWCL               | 2                  | 0                  | SI                 | 2                  | 0                  | 13     | 4      |
| Totale Fiorentina  | Totale Fiorentina  | Totale Fiorentina  | 84         | 56         |                 | 19              | 26              |                    | 10                 | 0                  |                    | 5                  | 0                  | 118    | 82     |
| 2020-2021          | Atlético Madrid    | PD                 | 9          | 0          | CR              | -               | -               | UWCL               | 0                  | 0                  | SS                 | -                  | -                  | 9      | 0      |
| 2021-2022          | Inter              | A                  | 20         | 10         | CI              | 3               | 2               | -                  | -                  | -                  | -                  | -                  | -                  | 23     | 12     |
| 2022-2023          | Inter              | A                  | 16         | 2          | CI              | 2               | 2               | -                  | -                  | -                  | -                  | -                  | -                  | 18     | 4      |
| 2023-2024          | Inter              | A                  | 11         | 0          | CI              | 1               | 0               | -                  | -                  | -                  | -                  | -                  | -                  | 12     | 0      |
| Totale Inter       | Totale Inter       | Totale Inter       | 47         | 12         |                 | 6               | 4               |                    | -                  | -                  |                    | -                  | -                  | 53     | 16     |
| 2024-2025          | Ternana            | B                  | 24         | 12         | CI              | 0               | 0               | -                  | -                  | -                  | -                  | -                  | -                  | 24     | 12     |
| Totale             | Totale             | Totale             | 359        | 197        |                 | 35              | 35              |                    | 18                 | 1                  |                    | 8                  | 0                  | 419    | 232    |

### Cronologia delle presenze e delle reti in nazionale
| Cronologia completa delle presenze e delle reti in nazionale ― Italia | Cronologia completa delle presenze e delle reti in nazionale ― Italia | Cronologia completa delle presenze e delle reti in nazionale ― Italia | Cronologia completa delle presenze e delle reti in nazionale ― Italia | Cronologia completa delle presenze e delle reti in nazionale ― Italia | Cronologia completa delle presenze e delle reti in nazionale ― Italia | Cronologia completa delle presenze e delle reti in nazionale ― Italia | Cronologia completa delle presenze e delle reti in nazionale ― Italia |
| Data                                                                  | Città                                                                 | In casa                                                               | Risultato                                                             | Ospiti                                                                | Competizione                                                          | Reti                                                                  | Note                                                                  |
| --------------------------------------------------------------------- | --------------------------------------------------------------------- | --------------------------------------------------------------------- | --------------------------------------------------------------------- | --------------------------------------------------------------------- | --------------------------------------------------------------------- | --------------------------------------------------------------------- | --------------------------------------------------------------------- |
| 11-12-2011                                                            | San Paolo                                                             | Italia                                                                | 2 – 2                                                                 | Danimarca                                                             | Torneo della città di San Paolo                                       | -                                                                     | 83’                                                                   |
| 15-12-2011                                                            | San Paolo                                                             | Cile                                                                  | 0 – 6                                                                 | Italia                                                                | Torneo della città di San Paolo                                       | -                                                                     |                                                                       |
| 18-12-2011                                                            | San Paolo                                                             | Italia                                                                | 3 – 2                                                                 | Cile                                                                  | Torneo della città di San Paolo                                       | -                                                                     | 60’                                                                   |
| 6-3-2015                                                              | Larnaca                                                               | Italia                                                                | 3 – 2                                                                 | Scozia                                                                | Cyprus Cup 2015 - 1º turno                                            | -                                                                     | 78’                                                                   |
| 9-3-2015                                                              | Nicosia                                                               | Italia                                                                | 0 – 1                                                                 | Canada                                                                | Cyprus Cup 2015 - 1º turno                                            | -                                                                     | 62’                                                                   |
| 6-12-2015                                                             | Qujing                                                                | Cina                                                                  | 2 – 0                                                                 | Italia                                                                | Amichevole                                                            | -                                                                     | 46’                                                                   |
| 7-4-2017                                                              | Stoke-on-Trent                                                        | Inghilterra                                                           | 1 – 1                                                                 | Italia                                                                | Amichevole                                                            | -                                                                     | 60’                                                                   |
| 4-3-2020                                                              | Faro                                                                  | Portogallo                                                            | 1 – 2                                                                 | Italia                                                                | Algarve Cup 2020 - Prima fase                                         | -                                                                     | 62’                                                                   |
| 7-3-2020                                                              | Parchal                                                               | Nuova Zelanda                                                         | 0 – 3                                                                 | Italia                                                                | Algarve Cup 2020 - Seconda fase                                       | -                                                                     | 78’                                                                   |
| 8-4-2022                                                              | Parma                                                                 | Italia                                                                | 7 – 0                                                                 | Lituania                                                              | Qual. Mondiali 2023                                                   | 1                                                                     | 62’                                                                   |
| Totale                                                                |                                                                       | Presenze                                                              | 10                                                                    |                                                                       | Reti                                                                  | 1                                                                     |                                                                       |

## Palmarès

### Club
- Campionato italiano: 2

AGSM Verona: 2014-2015
Fiorentina: 2016-2017
- Coppa Italia: 4

Tavagnacco: 2012-2013, 2013-2014
Fiorentina: 2016-2017, 2017-2018
- Supercoppa italiana: 1

Fiorentina: 2018
- Campionato italiano di Serie B: 1

Ternana: 2024-2025

### Nazionale
- Campionato d'Europa under 19: 1

2008

### Individuale
- Gran Galà del calcio AIC: 1

Squadra dell'anno: 2020